# 村上ユキヒコ
村上ユキヒコ（むらかみ ゆきひこ、1977年 - ）は、日本の俳優。岩手県出身。株式会社エクサプローズPro.所属。

## 人物
俳優として、映画やCMなど幅広く精力的に活動している。

## 出演

### 映画
- 『ディアーディアー』（監督　菊池健雄）
- 『山守クリップ工場の辺り』（監督　池田暁）
- 『GOEMON』（監督　紀里谷和明）
- 『死ぬほど好きだよ。おねえちゃん』 主演（監督　尾崎香仁）
- 『名前のない女たち』（監督　佐藤寿保）

### ドラマ
- テレビ朝日　『BG　身辺警護人』第8話
- テレビ東京　『バイプレイヤーズ』第1話～
- テレビ朝日　『ドクターX　season4』レギュラー記者役　第1話～
- フジテレビ　『ショムニ2013』
- フジテレビ　『ゴーイングマイホーム』

### CM
- ピザハット 春の新作彩りシリーズ TV-CF
- シヤチハタ データーネームEX TV-CF
- アイフルラン TV-CF
- 水の森美容外科 TV-CF
- TOYOTA TV-CF
- 第一三共ヘルスケア「ガスター10」
- トレンドマイクロ「ジュエリーボックス」
- アサヒ「WONDA」
- キッコーマン
- PS3「みんなのゴルフ」
- Daijob.com「グローバル企業面接会場」篇

### MV
- sacra「don't look back」（2006年）
- マカロニえんぴつ「たましいの居場所」（2022年）